# Ficinia compasbergensis
Ficinia compasbergensis là loài thực vật có hoa trong họ Cói. Loài này được Drège ex Steud. mô tả khoa học đầu tiên năm 1855.